# Francis Conyngham, 2. markýz Conyngham
Francis Nathaniel Conyngham, 2. markýz Conyngham (Francis Nathaniel Conyngham, 2nd Marquess of Conyngham, 2nd Earl of Conyngham, 2nd Earl of Mount Charles, 2nd Viscount Slane, 4th Baron Conyngham, 2nd Baron Minster) (11. června 1797, Dublin, Irsko – 18. července 1876, Londýn, Anglie) byl britský šlechtic, politik, generál a dvořan. V mládí byl poslancem Dolní sněmovny a zastával nižší funkce ve vládě. Po otci v roce 1832 zdědil rodové tituly a vstoupil do Sněmovny lordů. Do britských dějin vstoupil v roce 1837, kdy jako nejvyšší komoří oznámil královně Viktorii její nástup na trůn.

## Kariéra

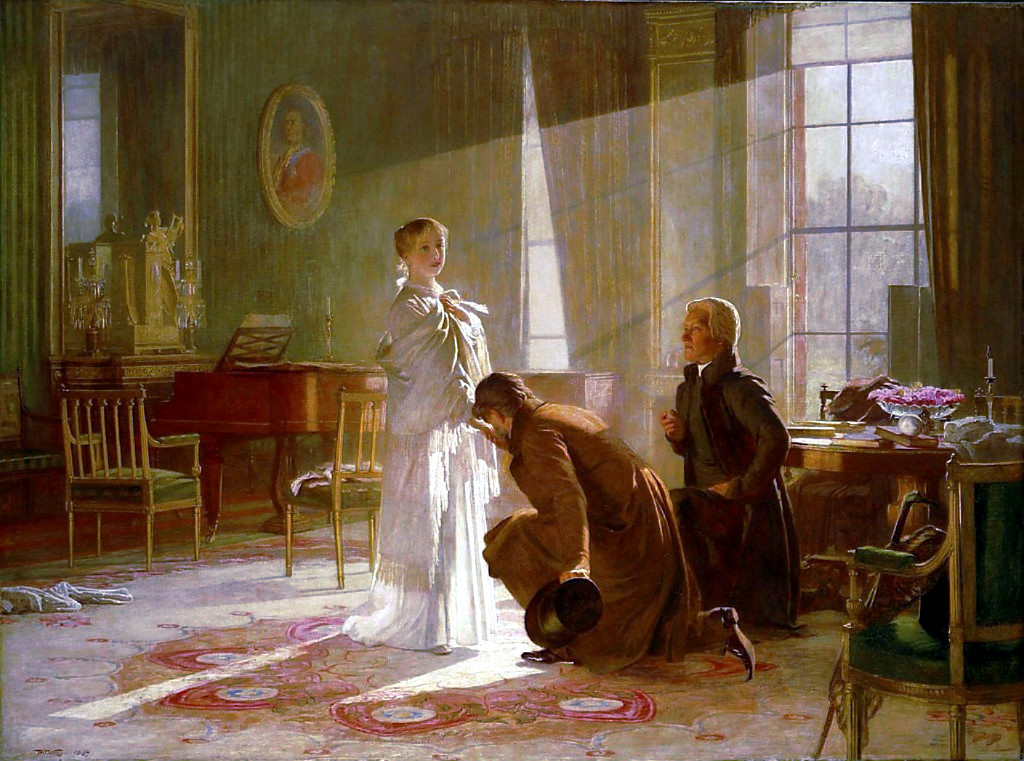
Markýz Conyngham jako nejvyšší komoří oznamuje královně Viktorii nástup na trůn (Henry Tanworth Wells, 1880)

Narodil se jako druhorozený syn generála 1. markýze z Conynghamu a jeho manželky Elizabeth Denison z bohaté bankéřské rodiny. Studoval v Etonu a po skončení napoleonských válek absolvoval kavalírskou cestu po Evropě. V letech 1818-1820 a 1825-1830 byl členem Dolní sněmovny (v roce 1825 nahradil v parlamentu za volební obvod Donegal svého staršího zemřelého bratra), zároveň začal zastávat hodnosti u dvora a nižší funkce ve vládě, mezitím po roce 1820 sloužil také v armádě. Díky své matce, která byla milenkou Jiřího IV., získal po jeho nástupu na trůn dvorský post správce královského šatníku (1820-1830), uplatnil se i v nižších vládních funkcích, byl státním podsekretářem zahraničí (1823-1824) a na ministerstvu financí lordem pokladu (1826-1830). V roce 1832 zdědil po otci rodové tituly a vstoupil do Sněmovny lordů (jako syn markýze užíval původně jméno lord Conyngham, po smrti staršího bratra užíval jako otcův dědic od roku 1824 titul hrabě Mount Charles), v roce 1833 obdržel Řád sv. Patrika. Své postavení si udržel i po smrti Jiřího IV. a odchodu matky od dvora do zahraničí, ve vládě dvakrát krátce zastával funkci generálního poštmistra (1834 a 1835), v letech 1835-1839 byl nejvyšším komořím Spojeného království, od roku 1835 zároveň zasedal v Tajné radě. Jako nejvyšší komoří oznámil královně Viktorii v roce 1837 její nástup na trůn po smrti Viléma IV. Mimoto zastával správní funkce v irských hrabstvích (viceadmirál v Ulsteru 1849-1876, lord-místodržitel v Meathu 1869-1876). Přestože v armádě již aktivně nesloužil, z kurtoazních důvodů byl později povýšen na generálmajora (1858), generálporučíka (1866) a nakonec dosáhl hodnosti generála (1874).

## Rodina
Jeho manželkou byla Jane Paget (1798-1876), dcera maršála 1. markýze z Anglesey (její bratr 2. markýz z Anglesey následoval Conynghama na postu nejvyššího komořího). Měli spolu šest dětí. Starší syn George Henry Conyngham, 3. markýz Conyngham (1825-1882), zastával nižší posty u dvora a v armádě dosáhl hodnosti generálporučíka. Mladší syn lord Francis Nathaniel Conyngham (1832-1880) byl členem Dolní sněmovny.